# Sidaminae
Sidaminae – podrodzina kosarzy z podrzędu Laniatores i rodziny Assamiidae zawierająca około 20 opisanych gatunków. 

## Występowanie
Kosarze te występują głównie w Afryce. Dwa gatunki wykazano z Indii.

## Systematyka
Podrodzina zawiera 21 gatunków zgrupowanych w 16 rodzajach:
Rodzaj: Amhara Pavesi, 1897
- Amhara grata Pavesi, 1897
- Amhara nigrescens (Roewer, 1935)

Rodzaj: Blantyrea Roewer, 1912
- Blantyrea armata Roewer, 1912

Rodzaj: Bundelkhandia Turk, 1945
- Bundelkhandia cavernicola Turk, 1945

Rodzaj: Congolla Roewer, 1935
- Congolla hispidipalpus Roewer, 1935

Rodzaj: Edeala Roewer, 1927
- Edeala palpiplus Roewer, 1927

Rodzaj: Eusidama Roewer, 1913
- Eusidama minima Roewer, 1913

Rodzaj: Fizibius Roewer, 1961
- Fizibius proprius Roewer, 1961

Rodzaj: Indosidama Turk, 1945
- Indosidama moila Turk, 1945

Rodzaj: Lisposidama Lawrence, 1962
- Lisposidama filipes Lawrence, 1962

Rodzaj: Lukundamila Roewer, 1961
- Lukundamila cookei Roewer, 1961

Rodzaj: Metasidama Roewer, 1915
- Metasidama ephippiata Roewer, 1915
- Metasidama gracilis Lawrence, 1962

Rodzaj: Neosidama Roewer, 1915
- Neosidama longipes Roewer, 1915

Rodzaj:  Orsimonia Roewer, 1935
- Orsimonia filipes Roewer, 1935
- Orsimonia gracillimus (Roewer, 1935)

Rodzaj:  Scabrosidama Lawrence, 1962
- Scabrosidama serratichelis Lawrence, 1962

Rodzaj:  Sidama Pavesi, 1895
- Sidama moesta Pavesi, 1895
- Sidama abessinica Roewer, 1912
- Sidama spinger (Roewer, 1935)

Rodzaj: Vilhena Lawrence, 1949
- Vilhena delicata Lawrence, 1949